# Escuintla (Guatemala)
Pour les articles homonymes, voir Escuintla.
Escuintla est une ville du Guatemala. Elle est la capitale du Département d'Escuintla. En 2003, la population de la ville est de 68,000 habitants.

## Sports
Le club Juventud Escuintleca joue au stade Ricardo Muñoz (es). Il a plus récemment joué au second tour d'Ascenso.

## Attractions
- Auto Safari Chapin (en)
- Plages
- Rodeos

## Histoire
Un français, le baron Oscar du Teil s'est installé en 1854 à Escuintla et y a planté 110 000 caféiers de 1856 à 1859, avec son frère Javier, puis y est décédé. Du coup, le rôle des anglais dans les exportations par Belize diminue fortement. Oscar du Teil avait fondé en 1867 la première compagnie de télégraphe du pays.
En 1897, un consortium basé à Hambourg achète neuf fermes d'une valeur de 2 millions de marks, regroupées dans "Val du Teil," au baron Xavier du Teil, fils d'Oscar du Teil, et son associé Werner Von Bergen, les rebaptise "Conception", mais les cours du café s'effondrent et ils doivent la recycler pour produire trois fois plus de sucre que de café et produire 150.000 bouteilles de rhum.